# Sansevieria trifasciata
Sansevieria trifasciata és una espècie de planta del gènere Sansevieria, originària d'Àfrica occidental tropical des de Nigèria a la República Democràtica del Congo. En jardineria és força usada com a planta d'interior. És una planta herbàcia de fulla persistent i perenne que té un rizoma reptant que de vegades està sobre la terra i de vegades és subterrani. Les seves fulles creixen verticalment des d'una roseta basal. les fulles madures són de color verd fosc amb bandes verdes-grisenques i normalment mesuren 70 a 90 cm de llargada i de 2 2,5 cm d'amplada.
Com altres membres del seu gènere, S. trifasciata proporciona una fibra similar al cànem la qual s'usava per fer les cordes dels arcs. Com a planta ornamental d'interior que tolera baixos nivells de lluminositat i els regs irregulars, a l'hivern pràcticament no es rega, no és una planta que fàcilment pateixi els efectes d'un reg excessiu. Segons un estudi fet per la NASA és una de les plantes que milloren la qualitat de l'aire dels interiors, ja que passivament absorbeix òxids de nitrogen i el formaldehid.
Es pot propagar per esqueixos o per divisió del rizoma.